# 2004년 서울국제실험영화페스티벌
제1회 서울국제실험영화페스티벌은 2004년 8월 24일에 열린 시상식이다.

## 수상 및 후보

### 필름매체상
- 빛과 계급 - 김곡 수상
- 블루 디코딩 - 최국희 수상

### 비디오매체상
- 따업옥젬 - 햔 수상

### 엑스-나우
- 제3 언어 - 손광주
- 집 - 이상욱
- 비 - 윤웅원
- 당인리 발전소 - 서원태
- 혼건지기 원혼 - 임대희
- 주자가 고독할 때 - 김종국
- 타이뻬이-두리 - 허기정
- 어떤 대화 - 유원선
- 24 - 유병철
- 낯선 신경, 힘 익숙한 - 김기훈
- 테크노 베이컨시 - 강경태
- 직선과 곡선 - 오세
- 살아남은 자의 슬픔 - 김동우
- 포인트, 라인 - 정은혜
- 브로큰 모닝 - 박선욱
- 앤터님 플레이 - 이상훈
- 비행기 조립 명령 - 조현아
- 빅 소울 - 전아윤
- 드라마 - 오용석
- 저스트 - 하준수
- 토크빌 - 김동명

### 엑스-초이스
- 화분 - 로저 해몬드
- 양치기의 덤불 - 마이크 레겟
- 필름 No. 1 - 데이빗 크로스웨이트
- 동어반복 - 마이크 던포드
- 열쇠 - 피터 기달
- 간헐적인 줌 - 존 두 케인
- 성 1 - 말콤 르 그리스
- 측정하다 - 윌리엄 라반
- 대각선 - 윌리엄 라반
- 수류탄 - 길 이더리
- 빛의 음악 - 리즈 로즈
- 원뿔을 묘사하는 선 - 안소니 맥콜
- 형체들 - 아나벨 니콜슨
- 발자국들 - 마릴린 할포드
- 탈라 - 말콤 르 그리스
- 백석 - 제프 킨
- 마이브릿지의 영화 - 앤 리스-모그
- 순간 - 스티븐 드워스킨
- 풍차 II - 크리스 웰스비
- 껌 씹는 여자 - 존 스미스
- 지속 - 이안 커
- 나귀의 꼬리 - 데이빗 라처
- 슬라이드 - 아나벨 니콜슨
- 창틀 - 로저 헤윈스
- 빛에 이끌려 - 존 스미스
- 난사당한 요새 - 안토니 밸크
- 글루세스터 로드 그루브 - 조나단 랭그런
- 마르보 영화 - 제프 킨
- 말하다 - 존 라담
- 괘종시계 예고편 - 스튜어트 파운드
- 흰 방의 영혼 - 스티븐 드워스킨
- 플레이 - 샐리 포터
- 기계적 발레 - 데이빗 파슨스
- 풍향계 - 크리스 웰스비
- 분필 - 데이빗 크로스웨이트
- 거울 앞에서 - 김형기
- 컨파인스 오브 커뮤니케이션 - 김재화
- 현빈 - 강미자
- 오버 미 - 임창재
- 무제 - 한옥희
- 지저분한 - 스티븐 드워스킨